# Marlene Stenten
Marlene Stenten (* 23. Januar 1935 in Aachen; † 2. Mai 2019) war eine deutsche Schriftstellerin.

## Leben
Marlene Stenten arbeitete nach dem Besuch der Realschule als Fremdsprachenkorrespondentin in einer Spedition und anschließend im Lebensmittelgeschäft der Eltern. Ab 1957 machte sie eine Lehre als Buchhändlerin und war bis 1968 in diesem Beruf tätig. Danach zog sie nach Berlin. Seit 1979 war sie als freie Schriftstellerin in Konstanz ansässig.
Marlene Stenten war Verfasserin von Romanen und Erzählungen, die meist von ihren eigenen Erfahrungen als Lesbierin beeinflusst sind. 1973 erhielt sie einen Förderpreis für Literatur des Landes Nordrhein-Westfalen.
Stenten starb am 2. Mai 2019.

## Werke
- Großer Gelbkopf. Neuwied [u. a.] 1971
- Baby. Darmstadt [u. a.] 1974
- Puppe Else. Berlin 1978
- Die Brünne. Berlin 1981
- Salome 89. Berlin 1983
- Albina. Zürich 1986
- Hallo Mäuschen!. Zürich 1991